# Марія (княгиня Ліхтенштейну)
Княгиня Марія Аґлая фон унд цу Ліхтенштейн, герцогиня Троппау та Яґернсдорф, графиня Рітберґ, уроджена Марія Аґлая Кінскі фон Вхінітц і Теттау (14 квітня 1940 — 21 серпня 2021) — донька графа Фердінанда Карла Кінскі фон Вхінітц і Теттау та графині Генрієтти Ледебур-Віхельнської, дружина правлячого князя Ліхтенштейна Ганса-Адама II. Голова ліхтенштейнського Червоного хреста.

## Молоді роки
Марія Аґлая Бонавентура Марія Терезія народилась 14 квітня 1940 року в Празі. Вона була четвертою з семи дітей графа Фердінанда Карла Кінскі фон Вхінітц і Теттау та його дружини Генрієтти Ледебур-Віхельнської.
1945 року родина втекла із країни до Німеччини. Там Марія навчалася в школі-інтернаті сестер Ліоба в Баден-Вюртемберзі. У віці 17 років вона поїхала до Великої Британії, де вдосконалювала свою англійську, а згодом переїхала до Парижу для вивчення французької. Півроку Марія Аґлая провчилася в Академії прикладного мистецтва при Мюнхнському університеті.
Працювала рекламним художником у друкарні в Дахау.
30 липня 1967 року Марія Аґлая Кінскі побралася у Вадуці із принцом Ліхтенштейну Гансом-Адамом II, який приходиться їй кузеном. У пари народилося четверо дітей
18 серпня 2021 року Марія перенесла інсульт. Померла три дні по тому, 21 серпня, в віці 81-го року.

## Соціальна діяльність
Княгиня активно займалася соціальними справами в країні. Від 1983 по 2005 рік вона була почесним президентом спілки ортопедів. Також очолювала ліхтенштейнський Червоний хрест.

## Родина
Чоловік — Ганс-Адам II Ліхтенштейн
Діти:
- Алоїз (*1968) — спадкоємець княжого престолу, від 15 серпня 2004 виконує обов'язки по керуванню державою, фактично як регент; граф Рітберг. Одружений із Софією Баварською, має трьох синів та доньку.
- Максиміліан (*1969) — принц фон унд цу Ліхтенштейн, граф Рітберг. Пошлюблений із Анджелою Ґізелою Браун, має єдиного сина.
- Константин (1972–2023) — принц фон унд цу Ліхтенштейн. Одружений з графинею Марією Габріелою Калнокі фон Кьорьошпатак, мав двох синів і доньку.
- Татьяна (*1973) — принцеса фон унд цу Ліхтенштейн. Пошлюблена з Філіппом фон Латторф, має двох синів і п'ятьох доньок.